# L'isola della vendetta (film 1953)
L'isola della vendetta è un film del 1953 diretto da León Klimovsky e tratto dal romanzo Il conte di Montecristo di Alexandre Dumas.

## Trama
Incarcerato ingiustamente, Edmund Dantés evade di prigione e torna a Parigi presentandosi come il ricco Conte di Montecristo deciso a vendicarsi di coloro che hanno tramato contro di lui.